# Københavns Museum
Københavns Museum (tidligere Københavns Bymuseum) er et bymuseum, der ejes af Københavns Kommune. Indtil 2015 lå det ved Vesterbrogade på Vesterbro, hvor det lukkede for flytning. 7. februar 2020 genåbnede det på hjørnet af Stormgade og Vester Voldgade i Indre By.
Museets faste udstilling er opbygget som en gennemgang af byens historie fra vikingetiden til nutiden. Ved hjælp af historiske genstande, arkæologiske fund, billeder og modeller fortælles om steder og begivenheder samt om de ting og personer, der prægede byen. Desuden er der en stor arkitekturmodel af Indre By. Derudover er der skiftende særudstillinger, museumsbutik og undervisningstilbud.
Hvis der findes fortidsminder ved jordarbejder i Københavns eller Frederiksberg Kommune foretager museets arkæologer udgravninger. Museet har således store samlinger af arkæologiske fund. Der er også store samlinger af malerier, fotos, møbler og andre genstande, men af pladshensyn er det meste normalt opbevaret i Fællesmagasinet i Høje Taastrup.

## Historie
Museet blev grundlagt i 1901 og havde oprindeligt til huse på loftet af det dengang nye Københavns Rådhus, hvor man samlede kunst, fotos, modeller og interiører, der afspejlede Københavns historie.
I 1956 flyttede museet til Vesterbrogade, hvor det flyttede ind i bygninger, der var blevet opført af Det kongelige kjøbenhavnske Skydeselskab og danske Broderskab. Bygningerne selv stod færdige i 1787 efter tegninger af Johan Henrich Brandemann. Efter 2. verdenskrig overtog Københavns Kommune bygningerne og den tilhørende skydebane. Skydebanen blev lavet om til en offentlig park. I selve museet var der udover udstillingerne om byen også en stor samling af skydeskiver. På et tidspunkt blev der desuden opsat noget gammelt gadeinventar på Absalonsgade ved museet.
I foråret 2010 skiftede museet navn til Københavns Museum. I 2015 lukkede det ned på Vesterbrogade med sidste åbningsdag i forbindelse med Kulturnatten 9. oktober 2015. Museet genåbnede 7. februar 2020 i en bygning på hjørnet af Stormgade og Vester Voldgade, der oprindeligt blev opført af H.J. Holm for Overformynderiet i 1893-1894. Den nye bygning har lige så meget plads som den gamle på Vesterbrogade, men bygningen ved Stormgade er mere enkelt opbygget, og de enkelte rum er større. Mens flytningen stod på, var der stadig forskellige eksterne aktiviteter så som byvandringer og arkæologiske udgravninger.
I mange år stod der en model af Middelalderbyen, som den formodes at have set ud omkring 1530, foran museet på Vesterbrogade. Modelbyen blev oprindeligt skabt af Steen Andersen og Jørgen Balslev med senere bygninger og vedligeholdelse af Ulla Gravesen. I 2013 blev den imidlertid fjernet, da forpladsen skulle bruges til udstillingen Byens natur. Desuden havde modellerne stået ude om vinteren de sidste år, hvilket havde slidt på dem. En del af dem blev efterfølgende benyttet til udstillingen Drømmen om en by, men i forbindelse med flytningen blev de opmagasineret. Minibyen blev ikke genetableret i Stormgade, for her var der ikke plads til den. Til gengæld blev der opsat en større arkitekturmodel af Indre By i et af de nye lokaler.

## Museumsledere
Denne liste er ufuldstændig; hjælp gerne med at udfylde den.
- 1915-1952 Christian Axel Jensen
- 1952-1979 Steffen Linvald
- 1979-1987 John Erichsen
- 1987-1991 Torben Ejlersen
- 1992-2008 Jørgen Selmer
- 2008-2014 Jette Sandahl
- 2015-2025 Maria-Louise Jacobsen
- 2025- nu Marius Hansteen